# Muroran
Muroran (室蘭市?, Muroran-shi) è una città del Giappone capoluogo della sottoprefettura di Iburi. Si trova nella zona sud-orientale della prefettura di Hokkaidō.